# Francesco Tolomei
Francesco Tolomei (Pistoia, 1762 – 1831) è stato uno scrittore italiano.

## Biografia
Francesco Tolomei di Baronto, conte, appartenente alla nobile famiglia pistoiese, si laureò a Pisa. Fu autore di numerosi lavori letterari e storici. Nel 1789, trovandosi ammalato a Mantova, tradusse dall'inglese La Primavera di James Thomson, tratta dal suo poema Le Stagioni. Questa traduzione del poeta inglese rappresenta uno dei primi lavori del Tolomei e venne stampato a Pistoia, Bracali, nel 1791, in sole 50 copie. La traduzione inizia con questi versi: 
Molto considerata la Sua Guida di Pistoia, per i riferimenti artistici della città.

## Opere principali
- Delle fabbriche incominciate alla memoria degli uomini illustri pistoiesi nella piazza di S. Francesco di Pistoia lettera del Cav. Francesco Tolomei ciambellano di S.A.I. e R. il G. Duca di Toscana, Pisa, co' caratteri de' ff. Amoretti, 1816
- Memorie dell'antica miracolosa imagine di Maria Santissima detta delle Porrine che si venera nella Chiesa Cattedrale di Pistoia, Pistoia, pe' i Manfredini, 1817, su books.google.it.
- Guida di Pistoia per gli amanti delle belle arti con notizie degli architetti, scultori, e pittori pistoiesi, In Pistoia, presso gli eredi Bracali stamp. vesc., 1821 (ristampa anastatica, Sala Bolognese, A. Forni, 1975)